# Urania (revista)
Urania fue una revista feminista de estudios de género de circulación privada, publicada entre 1916 y 1940. Entre sus editoras se encuentran Eva Gore-Booth, Esther Roper, Irene Clyde, Dorothy Cornish y Jessey Wade. Se publicó de forma bimestral entre 1916 y 1920, y posteriormente cuatrimestral debido a los altos costos de su publicación.

## Contexto
Muchas de las editoras de la revista estaban en contacto a través de la Unión Aëthnic, un grupo revolucionario feminista de corta duración formado en 1911.

## Historia
La intención de Urania era desafiar los estereotipos de género y promover la abolición del binarismo de género. Cada número estaba encabezado con la declaración: «No hay 'hombres' ni 'mujeres' en Urania». «El sexo es un accidente» era una expresión utilizada frecuentemente en la revista.
Fue publicada de forma privada por D. R. Mitra, Manoranjan Press, Bombay.
La revista permaneció privada durante sus 24 años de historia; una nota de los distribuidores al final de cada edición afirmaba: «Urania no se publica ni se ofrece al público, pero [...] las amigas pueden obtenerla». Las editoras de Urania fomentaron deliberadamente una red informal de partidarias y simpatizantes, animando a sus lectoras a enviar sus nombres para añadirlos a un registro. La revista afirmaba tener una tirada de unos 250 ejemplares y se distribuía de forma gratuita. Las bibliotecas universitarias de Oxford, Cambridge y Estados Unidos tienen ejemplares de Urania, aunque algunas facultades femeninas de Oxford prohibieron su publicación.

## Contenido
Entre otras cosas, la revista publicó artículos sobre movimientos feministas de todo el mundo y recopiló información sobre cirugías de reasignación de género exitosas.

## Legado
La Women's Library de la Escuela de Economía de Londres digitalizó Urania desde 1919 hasta 1940 y la publicó en línea en 2023.